# Sugar Act (1934)
Ne pas confondre avec le Sugar Act de 1764
Sugar Act de 1948
Le Sugar Act de 1934, aussi connu sous le nom d'Amendement Jones-Costigan, est un amendement américain à l'Agricultural Adjustment Act, reclassifiant le sucre comme un produit de base, et dont l'objectif était de sauver une industrie du sucre en difficulté en imposant des tarifs et des quotas de protection, et en subventionnant directement les producteurs de canne et de betterave à sucre. Il tire son nom de ses deux promoteurs, le sénateur progressiste Edward P. Costigan (Colorado) et le député démocrate John Marvin Jones (Texas). Modifié à de nombreuses reprises, il est remplacé en 1948 par une nouvelle version, accordant un traitement préférentiel à Cuba.

## Contexte
La baisse des prix agricoles a précédé le krach boursier de 1929, communément associé avec le début de la Grande Dépression dans le monde entier qui a eu lieu pendant les années 1930. En 1931, les prix du sucre avaient baissé de 7 cents par livre, leur niveau avant la Grande Dépression, à un cent et demi par livre.
Le marché américain du sucre était alors le plus grand du monde, avec une consommation de quelque 6 millions de tonnes par an. Sur ce total, l'industrie sucrière des États-Unis en fournissait environ un tiers, le reste étant pourvu par des importations étrangères. Aux États-Unis, la production de sucre était divisée entre deux sous-secteurs : les producteurs de canne à sucre le long de la côte et sur les îles des Caraïbes et du Pacifique, et les producteurs de betteraves à sucre sur le continent.
Au début du XXe siècle, les travailleurs des champs de betterave à sucre étaient principalement des familles d'immigrants anglais, belges et  hongrois. À la suite de la loi sur l'immigration de 1924, qui restreignit fortement l'immigration européenne, les producteurs se tournèrent vers les travailleurs d'origine mexicaine. Cette tendance se fit encore plus forte quand la fédération américaine du travail organisa en 1935, dans le Michigan une grève des ouvriers agricoles syndiqués pour obtenir une hausse des salaires. Ces travailleurs provenaient du Texas et incluaient des personnes nées sur le sol américain, des immigrants légaux et d'autres sans statut. Indépendamment de leur situation à l'égard de la loi, ces travailleurs souffraient de mauvais traitements récurrents de la part des employeurs et des autorités gouvernementales. Les intimidations de la part des employeurs étaient monnaie courante, et les travailleurs étaient souvent condamnés à des amendes pour des infractions fantômes permettant de ne pas leur verser l'intégralité du faible salaire qui leur avait été promis. Leurs conditions de vie cumulaient surpeuplement et insalubrité, attirant l'attention des responsables de la santé publique, en raison du coût des soins et des mesures de quarantaine. À Saginaw, dans le Michigan, la population mexicaine, qui représentait juste 1,5 % de la population, concentrait 25 % des cas de tuberculose, entrainant un  coût pour le comté de 18 000 $ en 1937.